# Jean-Baptiste Djebbari
Jean-Baptiste Djebbari (Melun, 26 febbraio 1982) è un politico francese, membro dell'Assemblea nazionale e della Commission du Développement durable et de l'Aménagement du territoire, dove svolge fino al 2019 il ruolo di coordinatore del gruppo LREM. Nel settembre 2019 è stato nominato segretario di stato per i trasporti. Jean-Baptiste Djebbari è laureato all'ENAC.